# Schwarze Pumpe
Schwarze Pumpe (Sorbisch: Carna Plumpa) is een plaats in de Duitse gemeente Spremberg, deelstaat Brandenburg, en telt 1900 inwoners (2012).
De plaats Schwarze Pumpe ontstond rond 1880 rond de reeds aanwezige herberg Schwarze Pumpe. De belangrijkste economische activiteit was de bruinkoolwinning.
In 1949 werd in Schwarze Pumpe een militaire begraafplaats voor 108 gevallen soldaten van het Rode Leger opgericht op de plaats waar tot 1916 de oorspronkelijke herberg Schwarze Pumpe had gestaan.
In 1955 werd begonnen met de bouw van een bruinkoolveredelingswerk, dat bekend werd onder de naam Gaskombinat Schwarze Pumpe. Dit bedrijf werd het grootste bruinkoolveredelingsbedrijf ter wereld. Na het einde van de DDR werd dit bedrijf vanaf 1992 stilgelegd. Tussen 1993 en 1998 verrees een nieuwe energiecentrale.

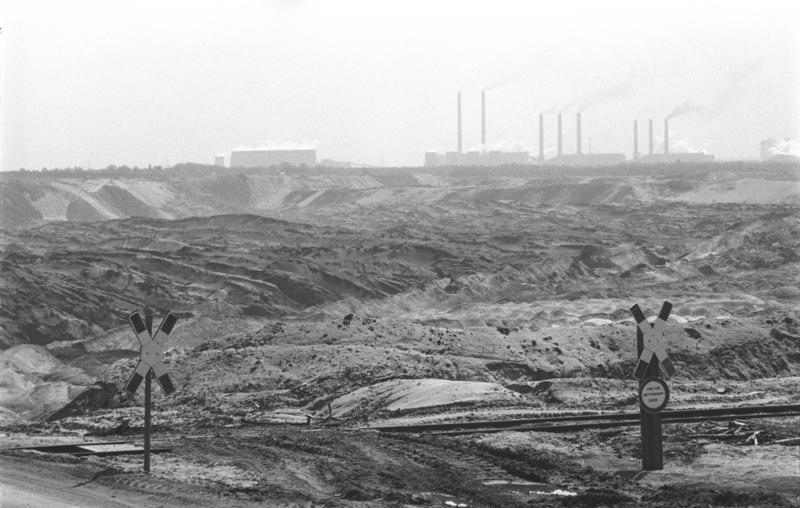
Bruinkoolwinning bij Schwarze Pumpe in de DDR-tijd
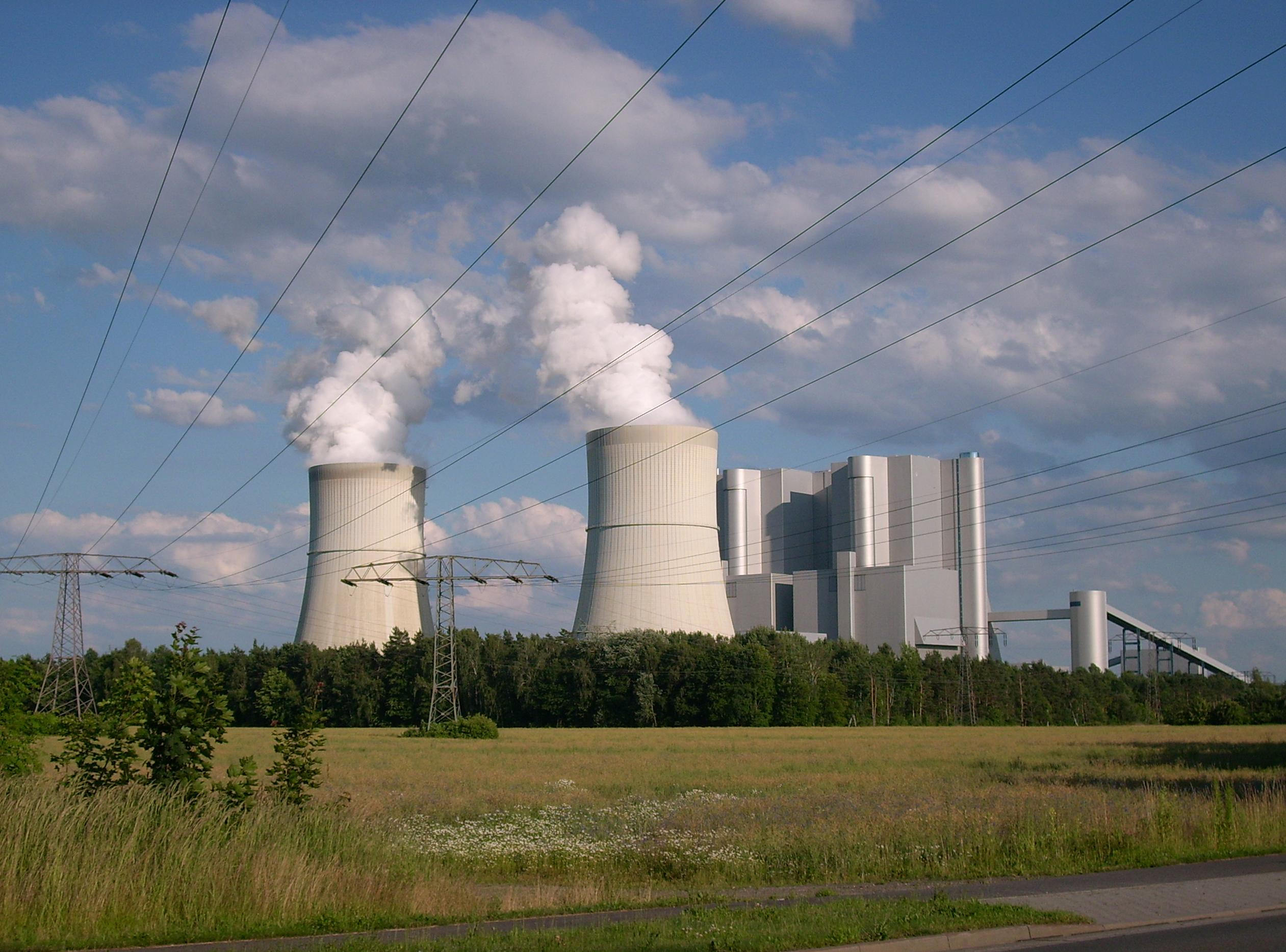
De huidige elektriciteitscentrale Schwarze Pumpe